# 行星核心
行星核心是行星最內部的幾個層次。

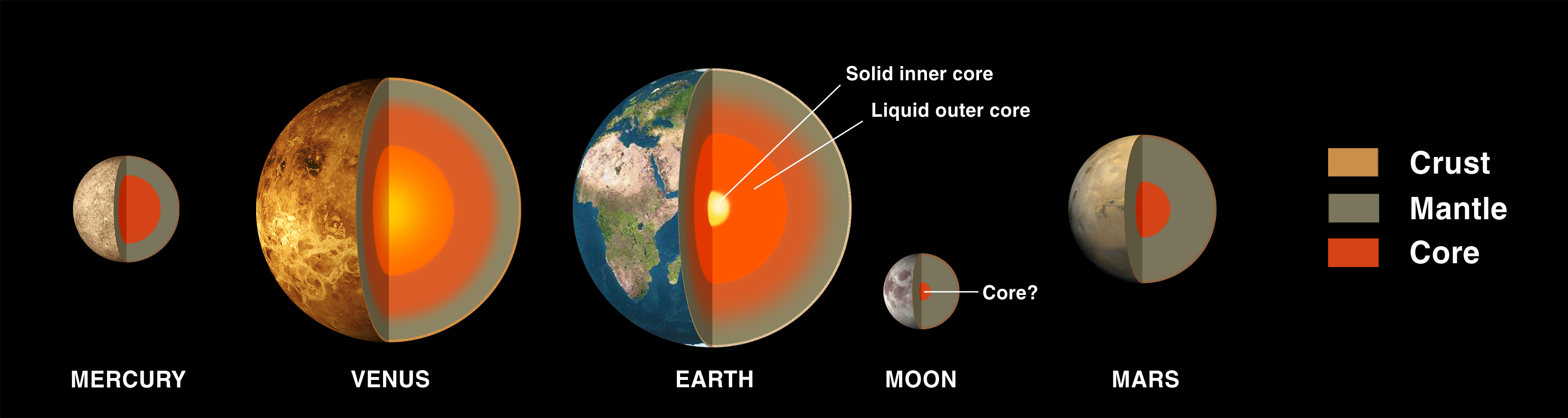

類地行星的核心組成傾向於以鐵為主要的成分，並且可能包含幾層固體和/或液體。地球的核心有部分是液態的，火星和金星的核心被認為完全是固體的，因為它們缺乏由內部引起的磁場。 在我們的太陽系，核心的尺度可以從月球的大約是直徑的20%到水星的約是直徑的75%。

類木行星也有富含鐵的核心，雖然這些核心在比例上的尺度遠小於類地行星，但這些熱木行星的核心實際上可能大於地球。木星的核心推測大約是地球質量的12倍（佔木星質量的3%），而系外行星 HD 149026 b的質量估計是地球的70倍。 
一些軌道非常靠近主星的類木行星，也許在大氣層被剝離後，只留下了它們的核心。這些假設的行星分類被稱為" 冥府行星 "。
一些衛星、小天體和其他的小行星也許會因為大小和歷史而會有不同大小的核心。木星的衛星，埃歐和歐羅巴在許多方面與類地行星有如姐妹，它們非常確實的核心大約是直徑的三分之一。最大的小行星之一，灶神星也同樣被相信有一個分化過的獨特的核心。